# Скалка (Нижньосілезьке воєводство)
Скалка (пол. Skałka) — село в Польщі, у гміні Конти-Вроцлавські Вроцлавського повіту Нижньосілезького воєводства.
Населення — 207 осіб (2011).

## Демографія
Демографічна структура станом на 31 березня 2011 року:
|          | Загалом | Допрацездатний вік | Працездатний вік | Постпрацездатний вік |
| -------- | ------- | ------------------ | ---------------- | -------------------- |
| Чоловіки | 95      | 24                 | 63               | 8                    |
| Жінки    | 112     | 18                 | 64               | 30                   |
| Разом    | 207     | 42                 | 127              | 38                   |